# 內沙尼克斯泰申
內沙尼克斯泰申（英語：Neshanic Station）是位於美國新澤西州亨特登縣及薩默塞特縣的普查規定居民點。

## 人口
根據2020年美國人口普查的數據，內沙尼克斯泰申的面積為24.60平方千米，當中陸地面積為24.29平方千米，而水域面積為0.31平方千米。當地共有人口5224人，而人口密度為每平方千米212.36人。